# Шох, Симон
Симон Шох (нем. Simon Schoch, род. 7 октября 1978 года в Винтертуре, кантон Цюрих, Швейцария) — швейцарский сноубордист, специализирующийся в параллельном слаломе и параллельном гигантском слаломе.
- Серебряный призёр Олимпийских игр 2006 года в параллельном гигантском слаломе;
- Чемпион мира по сноуборду в параллельном слаломе 2007;
- Двукратный серебряный призёр чемпионатов мира (2003,2011);
- Бронзовый призёр чемпионата мира 2003;
- Многократный призёр этапов Кубка мира.

Старший брат другого швейцарского сноубордиста Филиппа Шоха (род. 1979), двукратного олимпийского чемпиона (2002, 2006) и двукратного вице-чемпиона мира 2007 года. Интересно, что в финале параллельного гигантского слалома Олимпиады 2006 года в Турине Филипп опередил Симона, а спустя год на чемпионате мира в Аросе в финале параллельного слалома Симон выиграл у Филиппа.
Завершил карьеру в 2014 году.